# الزيدة (سرقسطة)
بلدية الزَّيدة أو الزائدة أو (نقحرة: لا ثايدا) (بالإسبانية: La Zaida) هي بلدية تقع في مقاطعة سرقسطة التابعة لمنطقة أراغون شمال شرق إسبانيا.

## الديموغرافيا
بلغ عدد سكان بلدية الزَّيدة 514 نسمة عام 2011 (وفقاً للمعهد الوطني الإسباني للإحصاء).
| 619 | 583 | 586 | 549 | 522 | 534 | 514 |